# Crassula tabularis
Crassula tabularis là một loài thực vật có hoa trong họ Crassulaceae. Loài này được Dinter miêu tả khoa học đầu tiên năm 1923.